# Temnora zantus
Temnora zantus là một loài bướm đêm thuộc họ Sphingidae. Loài này có ở forests ở Congo và Uganda.
It is superficially similar to Temnora atrofasciata.

## Phân loài
- Temnora zantus zantus (Nam Phi)
- Temnora zantus apiciplaga (Karsch, 1891) (Cameroon to Uganda và phía tây Kenya)
- Temnora zantus curvilimes Hering, 1927 (forest và woodland from Zimbabwe và Mozambique to Malawi, Tanzania và bờ biển của Kenya)